# Super Nova Racing
Super Nova Racing — британская гоночная команда, существовавшая в 1991—2013 годах. основанная . Официально в 2013 году прекратила своё существование.
Команда специализировалась на участии в гоночных сериях Формула 2 и Формула 3. В первые годы своего существования команда участвовала в гоночных сериях Формулы 3000 и A1 Grand Prix.

## История
Команда была основана в 1991 году Дэвидом Сиверсом, бывшим менеджером команды TWR Jaguar в Ле-Мане.
В июле 2007 года у Nova появились проблемы с законом, стали активно освещаться в средствах массовой информации в Японии, и к концу сентября 2007 года компания сообщила, что она будет не в состоянии выплачивать персоналу заработную плату и арендную плату, и была объявлена банкротом в ноябре 2007 года на фоне скандала по поводу расширения бизнеса нарушения, но SuperNova все равно продолжала называть Nova в качестве спонсора. 24 июня 2008 года сообщалось, что президент Nova Сарухаси оказался под стражей. В 2008 году Super Nova Racing участвовала в сезоне GP2 Asia Series с двумя пилотами — Майком Конуэем и Хавьером Вильямсом. Конуэй выступал за команду в прошлом сезоне и показал хорошие результаты, заняв третье место в чемпионате. Вильямс был новичком в команде, но имел большой опыт в гоночных соревнованиях. Super Nova Racing показала хорошие результаты в течение сезона, но не смогла выиграть ни одной гонки. В конце сезона Конуэй занял 4-е место в чемпионате, а Вильямс — 14-е. В 2009 году Super Nova Racing продолжила участие в GP2 Asia Series с Марко Бонаном и Адрианом Валлесом в качестве пилотов. Бонан был новичком в команде, но имел опыт в гонках формулы BMW. Валлес уже выступал за команду в прошлом сезоне. Super Nova Racing показала хорошие результаты в первой половине сезона, но потом ухудшила свои показатели и не смогла победить ни в одной гонке. В конце сезона Бонан занял 14-е место в чемпионате, а Валлес — 16-е. В 2010 году Super Nova Racing перешла в GP2 Series с новыми пилотами — Хосе Мария Лопесом и Фабио Леимером. Лопес был новичком в команде, но имел опыт в гонках формулы 3.5. Леимер уже выступал за команду в прошлом сезоне. Super Nova Racing показала хорошие результаты в течение сезона, выиграв одну гонку, и заняла 5-е место в чемпионате конструкторов. В конце сезона Лопес занял 12-е место в чемпионате, а Леимер — 17-е. В 2011 году Super Nova Racing продолжила участие в GP2 Series с новыми пилотами — Владимиром Алексеевым и Жюльеном Леалем. Алексеев был новичком в команде и имел опыт в гонках World Series by Renault, а Леал был опытным пилотом, выступавшим за различные команды в GP2 Series в течение нескольких лет. В течение сезона Super Nova Racing показала разные результаты, но не смогла выиграть ни одной гонки. В конце сезона Алексеев занял 19-е место в чемпионате, а Леал — 13-е. В 2012 году Super Nova Racing не участвовала в GP2 Series, но продолжала выступать в Auto GP World Series с Михаэлем Аммермюллером и Витторио Гхиральди в качестве пилотов. Оба пилота были новичками в команде и имели опыт в различных гоночных сериях. Super Nova Racing показала хорошие результаты в течение сезона, выиграв одну гонку, и заняла 4-е место в чемпионате конструкторов. В конце сезона Аммермюллер занял 4-е место в чемпионате, а Гхиральди — 12-е.

## Формула-3000 и GP2
Super Nova Racing участвовала в Формуле-3000, начиная с 1994 и участвует в заменившей Формулу-3000 серии GP2 начиная с 2005.
| Результаты выступлений в GP2 | Результаты выступлений в GP2 | Результаты выступлений в GP2 | Результаты выступлений в GP2 | Результаты выступлений в GP2 | Результаты выступлений в GP2 | Результаты выступлений в GP2 | Результаты выступлений в GP2 | Результаты выступлений в GP2 |
| Год                          | Болид                        | Пилоты                       | .обеды                       | Поулы                        | БК                           | Очки                         | ЛЗ                           | КЗ                           |
| ---------------------------- | ---------------------------- | ---------------------------- | ---------------------------- | ---------------------------- | ---------------------------- | ---------------------------- | ---------------------------- | ---------------------------- |
| 2005                         | Dallara-Mecachrome           | Адам Кэрролл                 | 3                            | 1                            | 2                            | 53                           | 5                            | 3                            |
| 2005                         | Dallara-Mecachrome           | Джорджо Пантано              | 0                            | 1                            | 0                            | 49                           | 6                            | 3                            |
| 2006                         | Dallara-Mecachrome           | Хосе Мария Лопес             | 0                            | 1                            | 1                            | 30                           | 10                           | 9                            |
| 2006                         | Dallara-Mecachrome           | Файруз Фаузи                 | 0                            | 0                            | 0                            | 0                            | 24                           | 9                            |
| 2007                         | Dallara-Mecachrome           | Лука Филиппи                 | 1                            | 2                            | 0                            | 59                           | 4                            | 4                            |
| 2007                         | Dallara-Mecachrome           | Майк Конвей                  | 0                            | 0                            | 1                            | 19                           | 14                           | 4                            |
| 2008                         | Dallara-Mecachrome           | Кристиан Баккеруд            | 0                            | 0                            | 0                            | 0                            | 27                           | 7                            |
| 2008                         | Dallara-Mecachrome           | Энди Соучек                  | 0                            | 1                            | 0                            | 13                           | 14                           | 7                            |
| 2008                         | Dallara-Mecachrome           | Альвару Паренте              | 1                            | 0                            | 1                            | 34                           | 8                            | 7                            |

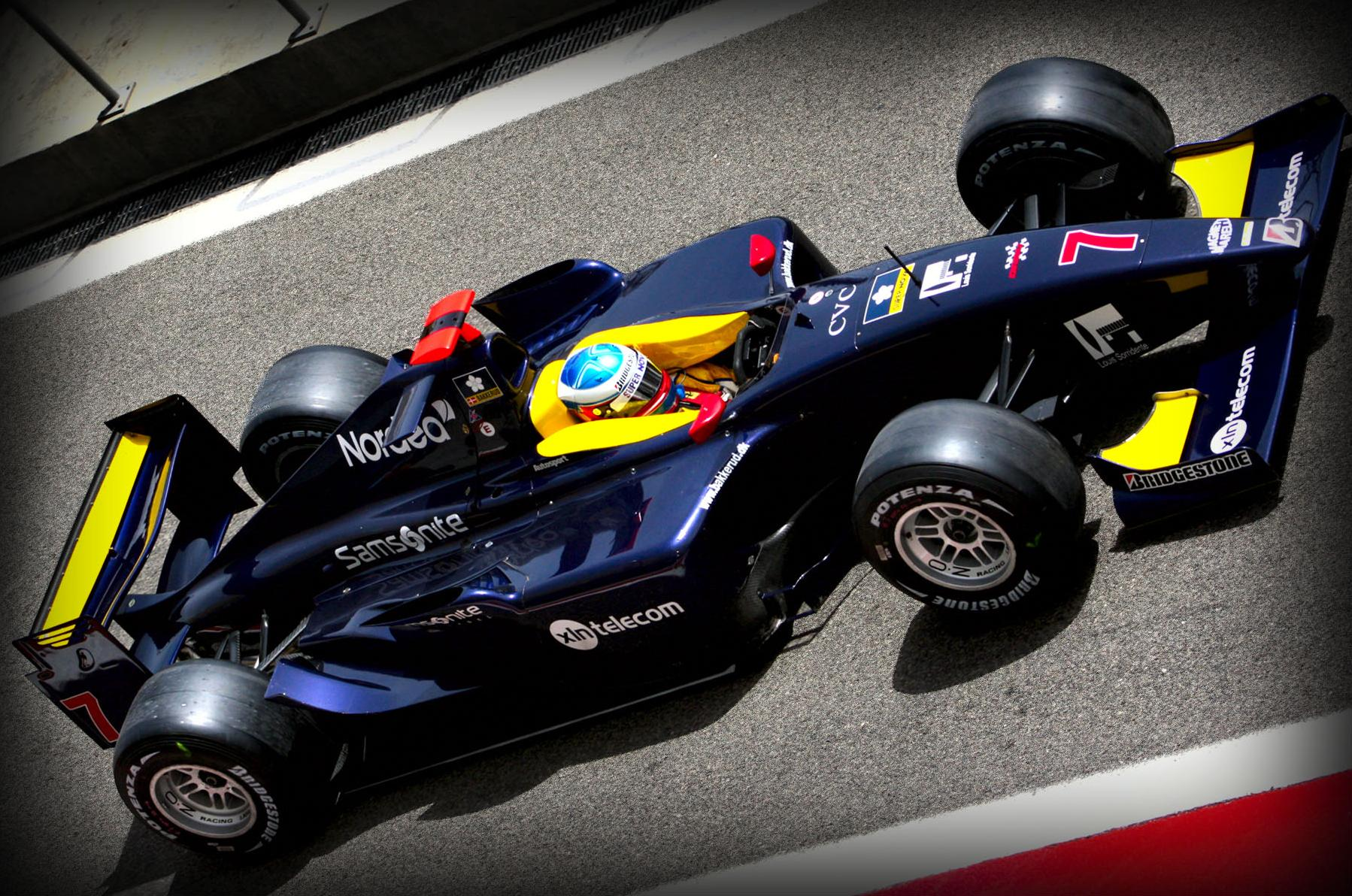
Кристиан Баккеруд за рулём Super Nova в сезоне 2008 GP2 Asia.

- ЛЗ = позиция в личном зачёте, КЗ = позиция в командном зачёте, БК = количество быстрых кругов.

Наиболее успешными выпускниками Super Nova стали Кенни Брэк, Рикардо Зонта, Хуан-Пабло Монтойя, Марк Уэббер и Себастьен Бурде.
В 11 сезонах Формулы-3000 с 1994 по 2004, команда выиграла 5 командных титулов, 4 титула в личном зачёте, 27 побед, 26 поул-позиций и 21 быстрый круг. Что делает команду одной из лучших в Формуле-3000 так же как DAMS и Arden International.
| Результаты выступлений в Формуле-3000 | Результаты выступлений в Формуле-3000 | Результаты выступлений в Формуле-3000 | Результаты выступлений в Формуле-3000 | Результаты выступлений в Формуле-3000 | Результаты выступлений в Формуле-3000 | Результаты выступлений в Формуле-3000 | Результаты выступлений в Формуле-3000 | Результаты выступлений в Формуле-3000 |
| Год                                   | Болид                                 | Пилоты                                | Победы                                | Поулы                                 | БК                                    | Очки                                  | ЛЗ                                    | КЗ                                    |
| ------------------------------------- | ------------------------------------- | ------------------------------------- | ------------------------------------- | ------------------------------------- | ------------------------------------- | ------------------------------------- | ------------------------------------- | ------------------------------------- |
| 1994                                  | Reynard-Cosworth                      | Винченцо Соспири                      | 0                                     | 0                                     | 1                                     | 24                                    | 4                                     | 4                                     |
| 1994                                  | Reynard-Cosworth                      | Таки Иноуэ                            | 0                                     | 0                                     | 0                                     | 0                                     | НКЛ                                   | 4                                     |
| 1995                                  | Reynard-Cosworth                      | Винченцо Соспири                      | 3                                     | 0                                     | 0                                     | 42                                    | 1                                     | 1                                     |
| 1995                                  | Reynard-Cosworth                      | Рикардо Россет                        | 2                                     | 1                                     | 2                                     | 29                                    | 2                                     | 1                                     |
| 1996                                  | Lola-Zytek Judd                       | Кенни Брэк                            | 3                                     | 3                                     | 3                                     | 49                                    | 2                                     | 1                                     |
| 1996                                  | Lola-Zytek Judd                       | Маркос Гуерос                         | 0                                     | 0                                     | 0                                     | 20                                    | 5                                     | 1                                     |
| 1997                                  | Lola-Zytek Judd                       | Рикардо Зонта                         | 3                                     | 4                                     | 4                                     | 39                                    | 1                                     | 1                                     |
| 1997                                  | Lola-Zytek Judd                       | Лоран Редон                           | 0                                     | 0                                     | 0                                     | 10                                    | 9                                     | 1                                     |
| 1998                                  | Lola-Zytek Judd                       | Хуан-Пабло Монтойя                    | 4                                     | 7                                     | 5                                     | 65                                    | 1                                     | 1                                     |
| 1998                                  | Lola-Zytek Judd                       | Борис Деришбург                       | 0                                     | 0                                     | 0                                     | 5                                     | 12                                    | 1                                     |
| 1999                                  | Lola-Zytek                            | Джейсон Уотт                          | 2                                     | 1                                     | 0                                     | 30                                    | 2                                     | 2                                     |
| 1999                                  | Lola-Zytek                            | Дэвид Сайленс                         | 0                                     | 0                                     | 0                                     | 8                                     | 9                                     | 2                                     |
| 1999                                  | Lola-Zytek                            | Рикардо Маурисио                      | 0                                     | 0                                     | 0                                     | 0                                     | 21 †                                  |                                       |
| 2000                                  | Lola-Zytek                            | Николя Минассян                       | 3                                     | 0                                     | 0                                     | 45                                    | 2                                     | 1                                     |
| 2000                                  | Lola-Zytek                            | Дэвид Сайленс                         | 0                                     | 2                                     | 0                                     | 15                                    | 6                                     | 1                                     |
| 2001                                  | Lola-Zytek                            | Марк Уэббер                           | 3                                     | 2                                     | 3                                     | 39                                    | 2                                     | 3                                     |
| 2001                                  | Lola-Zytek                            | Марио Хаберфельд                      | 0                                     | 0                                     | 0                                     | 3                                     | 15                                    | 3                                     |
| 2002                                  | Lola-Zytek Judd                       | Себастьен Бурде                       | 3                                     | 6                                     | 3                                     | 56                                    | 1                                     | 3                                     |
| 2002                                  | Lola-Zytek Judd                       | Тьягу Монтейру                        | 0                                     | 0                                     | 0                                     | 2                                     | 13                                    | 3                                     |
| 2003                                  | Lola-Zytek Judd                       | Энрико Токкачело                      | 1                                     | 0                                     | 0                                     | 30                                    | 6                                     | 5                                     |
| 2003                                  | Lola-Zytek Judd                       | Николас Кьеза                         | 0                                     | 0                                     | 0                                     | 1                                     | 7 †                                   | 5                                     |
| 2003                                  | Lola-Zytek Judd                       | Дерек Хилл                            | 0                                     | 0                                     | 0                                     | 4                                     | 16                                    | 5                                     |
| 2003                                  | Lola-Zytek Judd                       | Сэм Хэнкок                            | 0                                     | 0                                     | 0                                     | 0                                     | НКЛ                                   | 5                                     |
| 2004                                  | Lola-Zytek Judd                       | Патрик Фризахер                       | 0                                     | 0                                     | 0                                     | 9                                     | 5 †                                   | 8                                     |
| 2004                                  | Lola-Zytek Judd                       | Джеффри ван Хойдонк                   | 0                                     | 0                                     | 0                                     | 2                                     | 11 †                                  | 8                                     |
| 2004                                  | Lola-Zytek Judd                       | Алан ван дер Мерве                    | 0                                     | 0                                     | 0                                     | 2                                     | 14                                    | 8                                     |
| 2004                                  | Lola-Zytek Judd                       | Кан Артам                             | 0                                     | 0                                     | 0                                     | 0                                     | НКЛ †                                 | 8                                     |

* † Гонщики которые выступали более чем в одной команде за сезон. В финальный зачёт включены результаты за все команды.
- ЛЗ = позиция в личном зачёте, КЗ = позиция в командном зачёте, БК = количество быстрых кругов.

## А1 Гран-при
Команда выступила во всех сезонах А1 Гран-при начиная с сезона 2005-06, выступая за команды Германии, Пакистана и позднее Новую Зеландию. В сезоне 2006-07 обе команды которые обслуживала Super Nova, Германия и Новая Зеландия финишировали на первых двух местах.
| Результаты выступлений в А1 Гран-при | Результаты выступлений в А1 Гран-при | Результаты выступлений в А1 Гран-при | Результаты выступлений в А1 Гран-при | Результаты выступлений в А1 Гран-при | Результаты выступлений в А1 Гран-при | Результаты выступлений в А1 Гран-при | Результаты выступлений в А1 Гран-при | Результаты выступлений в А1 Гран-при |
| Год                                  | Болид                                | Команда                              | Гонки                                | Победы                               | Поулы                                | БК                                   | Очки                                 | КЗ                                   |
| ------------------------------------ | ------------------------------------ | ------------------------------------ | ------------------------------------ | ------------------------------------ | ------------------------------------ | ------------------------------------ | ------------------------------------ | ------------------------------------ |
| 2005-06                              | Lola-Zytek                           | Германия                             | 22                                   | 0                                    | 0                                    | 0                                    | 38                                   | 15                                   |
| 2005-06                              | Lola-Zytek                           | Пакистан                             | 22                                   | 0                                    | 0                                    | 0                                    | 10                                   | 20                                   |
| 2006-07                              | Lola-Zytek                           | Германия                             | 22                                   | 9                                    | 3                                    | 3                                    | 128                                  | 1                                    |
| 2006-07                              | Lola-Zytek                           | Новая Зеландия                       | 22                                   | 3                                    | 2                                    | 2                                    | 93                                   | 2                                    |
| 2007-08                              | Lola-Zytek                           | Германия                             | 20                                   | 2                                    | 1                                    | 1                                    | 83                                   | 8                                    |
| 2007-08                              | Lola-Zytek                           | Новая Зеландия                       | 20                                   | 4                                    | 2                                    | 1                                    | 127                                  | 2                                    |

* КЗ = позиция в командном зачёте. БК = количество быстрых кругов.